# J. Lister Hill

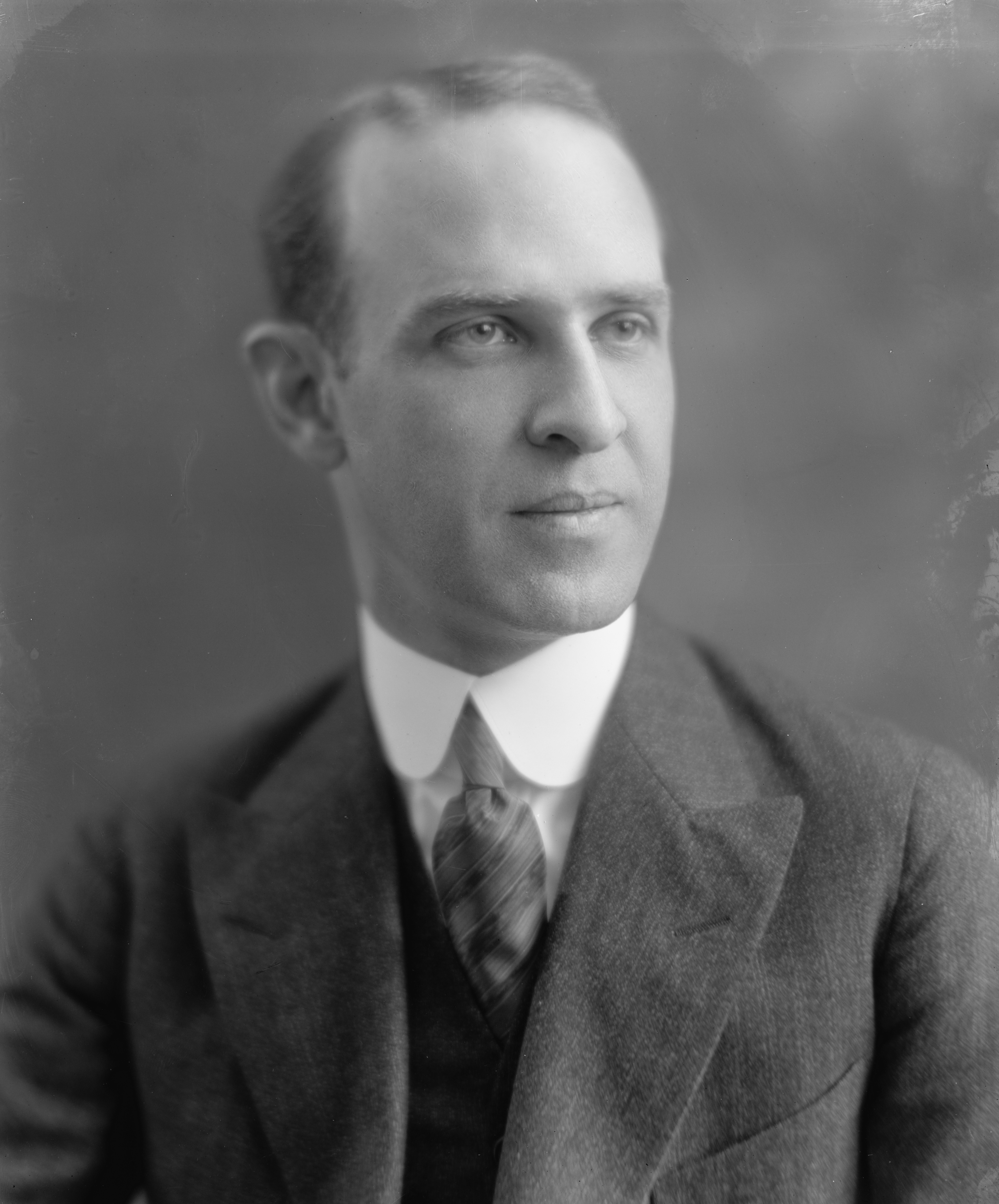
Joseph Lister Hill

Joseph Lister Hill (* 29. Dezember 1894 in Montgomery, Alabama; † 21. Dezember 1984 ebenda) war ein Politiker in den Vereinigten Staaten. Er war Mitglied im Repräsentantenhaus und im Senat der Vereinigten Staaten für den Bundesstaat Alabama.

## Leben
Joseph Lister Hill, Sohn von Dr. Luther Leonidas Hill, wurde am 29. Dezember 1894 in Montgomery, Alabama geboren. Er wurde nach Dr. Joseph Lister, 1. Baron Lister, dem Vater der antiseptischen Chirurgie, benannt. Hill graduierte an der Starke University in Montgomery. Ferner wurde er mit sechzehn an der University of Alabama aufgenommen und promovierte dort vier Jahre später mit einem rechtswissenschaftlichen Diplom und einem Phi Beta Kappa Schlüssel. Während seines Studiums an der University of Alabama war er ein Mitglied der Delta Kappa Epsilon. Er war auch der Begründer der Student Government Association (SGA) und ihr erster Präsident. Des Weiteren war er der Begründer der Jasons Senior Men's Honorary (welche die University später einstellte, aber ihm 1976 für seine Allmannpolitik vergab. Diese Ehrung fand jedes Frühjahr an der Franklin Mound statt und wurde nur 31 weiteren Männern zuerkannt) und The Machine (dem lokalen Ortsverband der Theta Nu Epsilon).
Er studierte auch Jura an der Rechtsabteilung der University of Michigan in Ann Arbor und an der Columbia Law School in New York City. Seine Zulassung als Anwalt in Alabama bekam er 1916 und eröffnete dann eine Praxis in Montgomery, Alabama. Dort war er zwischen 1917 und 1922 auch Vorsitzender von Montgomeries Bildungsausschuss.

## Politik
Hill wurde am 14. August 1923 als Abgeordneter des zweiten Bezirks von Alabama in den Kongress gewählt, um den freien Platz zu füllen, der durch den Tod des Abgeordneten John R. Tyson entstanden war. Während dieser Zeit war er Vorsitzender des United States House Committee on Military Affairs und wurde 1938 für den Senat der Vereinigten Staaten nominiert, da Senator Hugo Black an den Obersten Gerichtshof wechselte. Anschließend wurde Hill als Demokrat am 26. April 1938 in den Senat gewählt, um die durch den Rücktritt von Senatorin Dixie Bibb Graves freigewordene Stelle zu füllen. Deren Amtszeit hätte am 3. Januar 1939 geendet. Hill wurde danach noch 1938, 1944, 1950, 1956 und 1962 in den US-Senat wiedergewählt. Im Januar 1969 trat er zurück. Seine Amtszeit belief sich somit vom 11. Januar 1938 bis zum 3. Januar 1969.
Hill war als ein gemäßigter Senator bekannt. Er war in einer weiten Anzahl von Fachgebieten bekannt, am besten für seine Grenzsteinpolitik im Fachgebiet der öffentlichen Gesundheit. Vielleicht das bekannteste Gesetz, welches seinen Namen trägt, ist der Hospital and Health Center Construction Act von 1946, besser bekannt als Hill-Burton Act. Er unterstützte auch den Hill-Harris Act von 1963, der Fördermittel für die im Bau befindlichen Einrichtungen für geistig zurückgebliebene und psychisch kranke bereitstellte. Des Weiteren war er dafür bekannt, sich im Kongress für die Unterstützung medizinischer Forschung an den Nation's Medical Schools und anderen Forschungseinrichtungen einzusetzen. Er unterstützte auch andere wichtige Gesetze, einschließlich des TVA Act, des Rural Telephone Act, des Rural Housing Act, des Vocational Education Act und des National Defense Education Act. Er unterzeichnete 1956 das Southern Manifesto, in dem das Urteil des Supreme Courts Brown v. Board of Education verurteilt wurde. Durch dieses Urteil wurde die Rassentrennung auf den Schulen aufgehoben (Hill war ein enger Freund des Supreme Court Richters und Alabamian Kameraden Hugo L. Black, der für Brown stimmte).
Lister Hill war ebenso eine nationale Figur wie auch ein Abgeordneter von Alabama und des Südens. Während seiner langen Jahre im Kongress brach er ab und zu mit seinen Südstaatenkollegen und folgte seinem eigenen Gewissen. Zum Beispiel befürwortete er, im Gegensatz zu den meisten Südstaatlern im Kongress, ein Bundesölbohrschutzgesetz, das das aus Ölbohrungen resultierende Steueraufkommen dem Bildungswesen zugutekommen lassen sollte.
Hill war zwischen 1941 und 1947 Majority Whip des Senats. Des Weiteren war er Senatsvorsitzender des Arbeits- und Sozialhilfeausschusses, der wichtige Gesetze zur Veteranenschulung und Gesundheit sowie zu Krankenhäusern, Bibliotheken und Gehaltsbeziehungen behandelte. Er war darüber hinaus Mitglied des Fördermittelausschusses des Senats und des demokratischen Politikkomitees des Senats. Er erhielt ehrenamtliche Diplome von 13 Colleges und Universitäten, einschließlich der University of Alabama und der Auburn University. Er war ein Methodist, ein Freimaurer, ein United-States-Army-Veteran des Zweiten Weltkriegs in den siebzehnten und einundziebzigsten Infanterieregimentern, sowie ein Mitglied der American Legion.
Joseph Lister Hill verstarb am 21. Dezember 1984 in Montgomery, Alabama. Er wurde auf dem Greenwood Cemetery beerdigt.